# Artur Ricardo Jorge
Artur Ricardo Jorge (Lisboa, 21 de Julho de 1886 — Lisboa, 13 de Novembro de 1974) foi um médico, naturalista e político português, filho do célebre higienista Doutor Ricardo Jorge. Foi lente da Faculdade de Ciências da Universidade de Lisboa, ensinando Botânica e Zoologia e exerceu, embora durante um curto período, as funções de Ministro da Instrução Pública no governo presidido pelo general Gomes da Costa que se formou após a Revolução de 28 de Maio de 1926.

## Biografia
Tendo demonstrado desde cedo grande apetência pelas ciências naturais, licenciou-se em Medicina mas dedicou-se ao estudo da Botânica e da Zoologia, tendo para isso estudado em diversos laboratórios estrangeiros.
A 23 de Setembro de 1911 foi nomeado assistente de Botânica da Faculdade de Ciências da Universidade de Lisboa, tendo iniciado a publicação de um conjunto de artigos sobre a área, com relevo para o estudo dos líquenes. Obteve provimento definitivo no lugar em 1915, sendo promovido a primeiro assistente em 1918, ano em que foi nomeado naturalista daquela Faculdade, cargo que manteria até 24 de Setembro de 1928.
Em 1921 foi nomeado professor de Zoologia da Faculdade de Ciências, passando a dedica-se mais àquele ramo do saber.
A passagem de Artur Ricardo Jorge pela política activa foi efémera, já que tendo sido nomeado a 19 de Junho de 1926 para chefiar o Ministério da Instrução Pública no governo formado pelo general Gomes da Costa foi substituído apenas 20 dias depois, quando a 9 de Julho daquele ano o golpe palaciano liderado por Óscar Carmona derrubou Gomes da Costa. Apesar do pouco tempo de permanência, ainda assim ensaiou o lançamento de uma reforma do ensino.
Presidiu ao Congresso Internacional de Zoologia que se realizou em Lisboa no ano de 1935.
Foi Director do Laboratório e Museu Zoológico e Antropológico Museu Bocage, anexo à Faculdade de Ciências da Universidade de Lisboa entre 1926 e 1956.

## Obra publicada
O Professor Artur Ricardo Jorge é autor, entre outras, das seguintes obras:
- 1912 — A Botânica. Introdução ao estudo das plantas, Lisboa.
- 1919 — Contribuições para o estudo da flora liquenologica portuguesa. I. Espécies e localidades novas, Imprensa de Manuel Lucas Torres, Lisboa.
- 1919 — Contribuições para o estudo da flora liquenologica portuguesa. II. Espécies e localidades novas (continuação), Imprensa de Manuel Lucas Torres, Lisboa.
- 1934 — Contribuição para o estudo dos Invertebrados marinhos de Portugal, in Arquivos do Museu Bocage, n.º 5, Lisboa.
- 1936 — Chronique du Congrès. Comptes rendus du XIIe Congrès International de Zoologie, Lisbonne, 1935. Vol. I, primeira parte. Arquivos do Museu Bocage, n.º 6-A, 1935: 121-221.
- 1937 — Postface. Comptes rendus du XIIe Congrès International de Zoologie, Lisbonne, 1935, Vol. III, Arquivos do Museu Bocage, vol. n.º 6-A, 1935: 2419-2420.
- 1941 — Museus de História Natural, in Arquivos do Museu Bocage, n.º 12, Lisboa.
- 1942 — A Sala do Museu Bocage na Exposição do Mundo Português in Arquivos do Museu Bocage, n.º 12, pp. 87–118 (artigo não assinado).
- 1942 — Museus de História Natural. Sua finalidade e princípios gerais da sua organização - Breves considerações sobre museus portugueses, in Actas do I Congresso Nacional de Ciências Naturais, Livro I: pp. 61–84, inserto no Bulletin de la Société Portugaise de Sciences Naturelles, Tome XIII, supl. I. IAC, Lisboa, 1942.
- 1942 — Museus de História Natural. Relatório apresentado ao I Congresso Nacional de Ciências Naturais, na sua VI sessão plenária, em 11 de Junho de 1941, Oficinas Gráficas Casa Portuguesa, 1943 (publicado como separata dos Arquivos do Museu Bocage, n.º 12, Lisboa.
- 1952 — A dupla missão, científica e cultural, dos museus de história natural, à luz da biologia e da museologia modernas: oração de Sapiência, proferida na abertura solene da Universidade Clássica de Lisboa, em 16 de Outubro de 1952, Oficinas Gráficas Casa Portuguesa, 1953 (publicado como separata dos Arquivos do Museu Bocage, n.º 23, Lisboa.
- 1952 — A dupla missão - científica e cultural - dos Museus de História Natural, à luz da Biologia e da Museologia modernas, in Arquivos do Museu Bocage, n.º 23, Lisboa.
- 1953 — Contribution à l'étude des Chrysopétaliens. I Sur le prostomium et les premiers segments chez les genres Chrysopetalum, Heteropale et Bhawania in Arquivos do Museu Bocage, n.º 24, Lisboa.
- 1954 — Contribution à l'étude des Chrysopétaliens. I. Sur le prostomium et les premiers segments chez les genres "Chrysopetalum", "Heteropale" et "Bhawania", in Revista da Faculdade de Ciências (Universidade de Lisboa), 2.ª série, C - Ciências Naturais, IV (1): 159-178.
- 1963 — Um homem nefasto José Antunes Serra, Museu Bocage. Colecções.